# Amictus gebeli
Amictus gebeli är en tvåvingeart som beskrevs av Efflatoun 1945. Amictus gebeli ingår i släktet Amictus och familjen svävflugor.
Artens utbredningsområde är Egypten. Inga underarter finns listade i Catalogue of Life.